# Montijo Basket Associação
O Montijo Basket Associação, mais conhecido por MBA, é um clube de basquetebol português, fundado dia 28 de Agosto de 2002 na cidade do Montijo.
Este clube, como o nome indica, só se dedica à prática basquetebolística, tendo sido "separado" do anterior clube chamado Clube Desportivo Montijo, (C.D.M.), o qual tinha outras modalidades além do basquetebol.
O MBA é um clube filiado pela Federação Portuguesa de Basquetebol (FPB) e pela Associação de Basquetebol de Setúbal (ABS), e é indicado como sendo o clube mais representativo da ABS já que tem equipas em todos os escalões masculinos e femininos.
O pavilhão do clube é o Pavilhão Municipal nº1 do Montijo, mas as equipas também treinam no Pavilhão da Escola Joaquim Serra no Afonsoeiro.
Os seniores do clube participam no IV Campeonato Nacional CNB 1,  I Fase Zonal - Zona Sul  e também na Taça de Portugal, enquanto que as seniores femininas do clube estão no Campeonato Nacional II Divisão Feminina. Todas as outras equipas da formação jogam nos campeonatos Regionais dos seus respectivos escalões, podendo depois participar no campeonato nacional ou na Taça.